# پت اولسون
پت اولسون (به انگلیسی: Pete Olson) نمایندهٔ حوزه انتخابیه تگزاس از حزب جمهوری‌خواه ایالات متحده آمریکا در مجلس نمایندگان ایالات متحده آمریکا است که برای نخستین‌بار در ۱۸ ژانویه ۲۰۰۹ میلادی به‌عضویت این مجلس درآمد.